# عبد الرحمن محمد العثمان
الفريق الركن عبد الرحمن محمد العثمان (1942 - 13 مايو 2016)؛ عسكري كويتي، ورئيس سابق للأركان العامة للجيش الكويتي ما بين 4 أغسطس 2013 و14 أبريل 2014.

## السيرة العسكرية
التحق بالجيش الكويتي مبكرا بعد تخرجه من الثانوية العامة وبدئها برتبة ملازم ثاني ثم ترقي وتدرج في الرتب والمناصب العسكرية حتي وصل الي منصب معاون رئيس الاركان العامة لهيئة العمليات والخطط ، ولم طويلا بالمنصب الاخير حتي عين رئيس الأركان العامة للجيش الكويتي في العام 2013، الا ان المرض لم يمهله في تكملة مهامه العسكرية في المنصب حيث لم يدم الا 8 أشهر وتوفي متاثرآ بالمرض العضال ، واثناء توليه منصب رئيس الأركان العامة حاز علي وسام الاستحقاق الوطني الفرنسي من رتبة قائد، والممنوح له من قبل رئيس الجمهورية الفرنسية وقلده إياه السفير الفرنسي في البلاد آنذاك جان جيان ، تقديرا له على ما قام به من خدمات ساهمت في تطوير وتعزيز وتنمية العلاقات بين الكويت وفرنسا في مجالات التعاون العسكرية والدفاعية ، وذلك أثناء فترة عمله رئيسا لمكتب الارتباط العسكري الكويتي في فرنسا.

## أنظر أيضا
- فهد أحمد الأمير.
- محمد خالد الخضر.
- عبد الله فراج الغانم.
- خالد صالح الصباح.